# Gabriel Nuñez
Gabriel Ernesto Núñez D'Alessandro (Santa Tecla, La Libertad, El Salvador; 24 de enero de 1994) es un futbolista dominicano nacido en El Salvador. Su posición es centrocampista y su actual club es el Club Deportivo Luis Ángel Firpo de la Liga Pepsi.
Juega actualmente con la Selección de fútbol de República Dominicana.

## Carrera internacional
Nacido y criado en El Salvador, Núñez calificó para jugar para la República Dominicana a través de su madre. Hizo su debut para el equipo nacional de fútbol de República Dominicana en una victoria por 3-0 contra Santa Lucía el 12 de octubre de 2019.

## Clubes
| Club               | País           | Año         | Partidos | Goles |
| ------------------ | -------------- | ----------- | -------- | ----- |
| Turín FESA         | El Salvador    | 2009 - 2010 | -        | -     |
| IMG Soccer Academy | Estados Unidos | 2011 - 2012 | -        | -     |
| Blokhus FC         | Dinamarca      | 2012 - 2013 | -        | -     |
| CFR Cluj           | Rumania        | 2013        | -        | -     |
| Querétaro          | México         | 2013 - 2014 | 3        | 0     |
| Alianza            | El Salvador    | 2014 - 2015 | -        | -     |
| Marbella United    | España         | 2015 - 2016 | -        | -     |
| Oliveira do Bairro | Portugal       | 2016        | 1        | 0     |
| Naval              | Portugal       | 2016 - 2017 | 13       | 0     |
| Alba               | Portugal       | 2017 - 2018 | 17       | 0     |
| Gafanha            | Portugal       | 2018 - 2019 | 5        | 3     |
| Independiente      | El Salvador    | 2019 - 2020 | 19       | 1     |
| Luis Ángel Firpo   | El Salvador    | 2020 -      | -        | -     |
| Total:             | Total:         | Total:      | 58       | 4     |